# Linia kolejowa Safonowo – Azotnaja
Linia kolejowa Safonowo – Azotnaja – linia kolejowa w Rosji łącząca stację Safonowo ze stacją Azotnaja. Zarządzana jest przez Kolej Moskiewską (część Kolei Rosyjskich).
Linia położona jest w obwodzie smoleńskim. Na całej długości jest niezelektryfikowana oraz jednotorowa.

## Historia
Dawniej linia obsługiwała również połączenia do Dorogobuża. Obecnie odcinek linii do tego miasta jest rozebrany.